# Angelo Dolfin
Angelo Dolfin (Venezia, ... – Venezia, 19 agosto 1336) è stato un vescovo cattolico italiano.
Figlio di Marco dei patrizi Dolfin "di San Canciano", la prima citazione sul suo conto è datata 7 febbraio 1324 quando, canonico della cattedrale di Castello, presenziò all'elezione di una Viola a badessa dei Santi Biagio e Cataldo della Giudecca. Il suo nome compare poi due anni dopo in due lettere di papa Giovanni XXII: nella prima, del 28 marzo, è definito prevosto di Ravenna; nella seconda, del 26 settembre, risulta anche arciprete padovano.
Il 27 maggio 1328 venne creato vescovo di Castello. Il predecessore Giacomo Alberti era stato infatti deposto perché sostenitore di Ludovico il Bavaro, che era stato scomunicato.
Il 15 gennaio 1329 prese parte all'elezione del prete Romano a priore dell'ospedale di San Lazzaro. Nello stesso anno convocò un sinodo diocesano durante il quale vennero definite alcune norme per i non residenti che detenevano benefici e si applicò un mandato dell'arcivescovo di Ravenna che prevedeva di ridurre il numero dei canonicati della cattedrale per arricchirne le rendite. Ancora in quell'anno, il 18 dicembre, dette il via libera alla costruzione dell'ospizio femminile di Sant'Andrea, a Santa Croce, e nel 1331 offrì indulgenze a quanti avessero contribuito alla fabbrica.
Nel 1330 partecipò al sinodo provinciale convocato dal patriarca di Grado. Nello stesso anno aderì alla richiesta degli inquisitori all'Eresia perché la Repubblica espellesse il conte di Modica Giovanni Chiaramonte il giovane, ma trovò l'opposizione del doge.
Il 22 febbraio 1331 si impegnò a mediare tra il primicerio di San Marco Costanzo Loredan e il popolano Pietro Scutario, in lite a causa di diritti di decima. Nel 1332 consacrò la chiesa di San Marcuola, concedendo ai suoi canonici la metà della decima, a lui spettante, sui fedeli della parrocchia morti fuori Venezia.
Il 13 febbraio 1334, infine, concesse indulgenze a chi avesse fatto elemosina per la chiesa e il monastero di San Matteo di Mazzorbo.